# 新宿コマ東宝
新宿コマ東宝劇場（しんじゅくコマとうほうげきじょう）は、東京都新宿区歌舞伎町にあった、阪急阪神東宝グループの株式会社コマ・スタジアムが経営・運営していた映画館である。

## 概要
1956年12月28日、新宿コマ劇場のオープンとともに、同劇場の地下1階に併設された。千代田劇場→日劇東宝→日劇2（現・TOHOシネマズ日劇スクリーン2）系列の東宝邦画系チェーンである。1カ月に1作程度の割合で、新作が公開された。定員586人。1982年に改装オープン、同時に「コマダンスホール」を小劇場「シアターアプル」としてリニューアルオープンした。TOHOシネマズ系の映画館やシネマコンプレックス（総称：TOHO Theaters）とは異なり、全席指定・定員入替制を導入しなかった。
また、2008年11月より東宝の完全子会社に入ったがTOHO Theatersとは別の映画館として存在していた。

## この劇場でシリーズ上映を貫いた作品
- 空の大怪獣ラドン（公開から2日後に当劇場がオープンした）
- 黒澤明監督（蜘蛛巣城から上映開始）
- おトラさんシリーズ
- 社長シリーズ（第4作「社長三代記」から上映開始）
- 駅前シリーズ
- 加山雄三の若大将シリーズ
- ゴジラシリーズ（第3作「キングコング対ゴジラ」から上映開始）
- ハナ肇とクレージーキャッツ主演シリーズ
- 国際秘密警察シリーズ（全5作）
- 山口百恵・三浦友和主演シリーズ（全12作）
- 青春の門シリーズ（全4作）
- 石坂浩二の金田一耕助シリーズ（全5作）
- たのきんトリオスーパーヒットシリーズ（全6作）
- 武田鉄矢の刑事物語シリーズ（全5作）
- 松田聖子主演シリーズ（全3作）
- 吉川晃司主演シリーズ（全4作）
- ホイチョイ・ムービーシリーズ（全5作）
- 夜逃げ屋本舗（3部作）
- 学校の怪談（全4作）
- リング（3部作）
- トリック劇場版（1作目、2作目）
- 着信アリ（1作目、2作目）
- 海猿 ウミザル（1作目、2作目）
- ALWAYS 三丁目の夕日（正編・続編）
- 東宝チャンピオンまつり
- ドラえもんシリーズ（旧作全25作。新シリーズも第3作まで上映した）
- クレヨンしんちゃんシリーズ（第2作から第16作まで）
- ポケットモンスターシリーズ（第2作、第4作から第10作まで）
- とっとこハム太郎シリーズ（第3作まで）

## 劇場の終焉
歌舞伎町地区の東宝邦画系の基幹劇場として親しまれた『新宿コマ東宝』だったが、入居している新宿コマ劇場の老朽化と隣接している新宿東宝会館（新宿プラザ劇場が入居していた）を含めた歌舞伎町一帯の再開発も重なり、2008年12月31日をもって閉館となった（コマ東宝での最後の封切作品は同年11月15日から上映の『ハッピーフライト』を12月19日まで本興行した）。
12月20日から31日の12日間、閉館イベント『さよならコマ東宝 想い出の東宝名作映画フェア』を開催した。料金は500円均一で、定員入替制を導入した。
- 12月20日：『雪国（1957）』
- 12月21日：『喜劇・駅前旅館』
- 12月22日：『放浪記（1962）』
- 12月23日：『椿三十郎（1962）』
- 12月24日：『アルプスの若大将』
- 12月25日：『ひばりのすべて』
- 12月26日：『駅 STATION』
- 12月27日：『細雪』
- 12月28日：『マルサの女』
- 12月29日：『踊る大捜査線 THE MOVIE』
- 12月30日：『世界の中心で、愛をさけぶ』

が上映され、最終日の12月31日には『ALWAYS 三丁目の夕日』の上映を最後に、52年間の歴史に幕を閉じた。
新宿地区には、新宿バルト9（ティ・ジョイ／TOHOシネマズ共同経営）や新宿ピカデリー（松竹マルチプレックスシアターズ直営）など、都心型シネマコンプレックスが開館しており、こうしたシネコンによって映画興行も変貌、興行体制を見直すことが要因となった。